# Porto de Velas

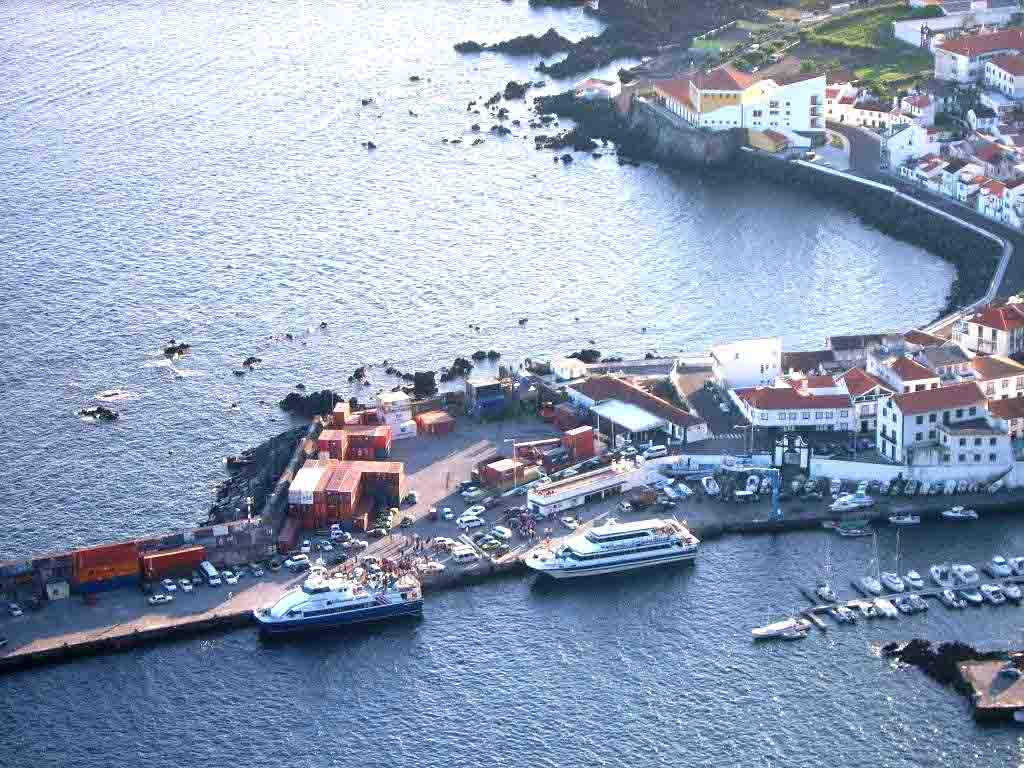
Porto de Velas, Velas, ilha de São Jorge, Açores, Portugal.

O Porto de Velas é uma zona portuária portuguesa localizada no concelho de Velas, costa Sul da ilha de São Jorge, arquipélago dos Açores.
A data de construção da primeira instalação portuária neste local é anterior a 1797, data da construção do Portão do Mar, que conjugado com várias muralhas protegiam a localidade dos piratas e corsários.
Essas antigas instalações encontram-se actualizadas e são actualmente a principal instalação portuária da ilha com ligações a todas a todas as ilhas dos Açores e ao exterior. Não está no entanto preparado para receber cargueiros de grande porte, dado que a sua cota média de profundidade ronda os 10 metros, não podendo assim receber embarcações cujo calado ultrapasse este valor.

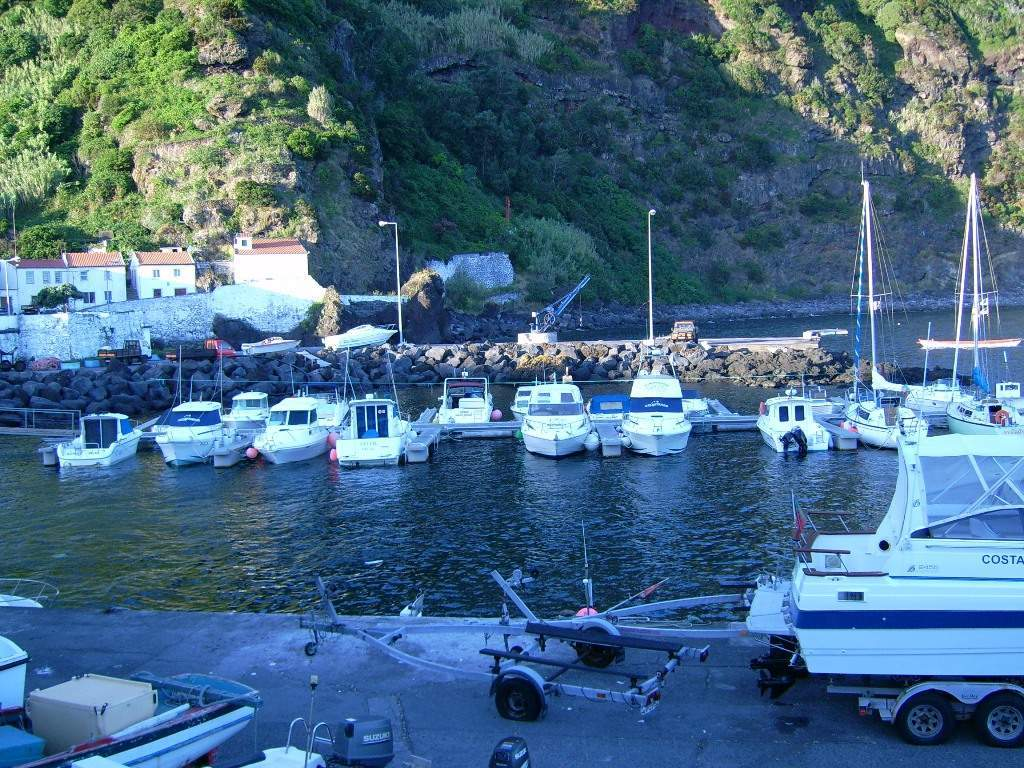
Porto das Velas, Velas, ilha de São Jorge, Açores, Portugal.

Tem este porto muita utilização na área das pescas visto as águas da ilha serem abundantemente ricas em pescado. Tem ainda uma marina construída recentemente
Encontra-se nas coordenadas geográficas de Latitude 38º39.90'N e de Longitude 28º12.00'W.
Esta instalação portuária foi construída sobre afloramentos de rocha basáltica de cor preta, calcinada pelos vulcões que lhe deram origem e encontra-se protegido por um maciço montanhoso junto ao qual foi construído.
Nas proximidades e nos locais onde não houve erosão marinha que tivesse porto a descoberto a rocha basáltica preta, existem grandes blocos de tufos palagoniticos e abundantes depósitos de calhau rolado que acabam na sua grande parte por cobrirem o referido substrato de escoadas lávicas e tufos muito consolidados.
Este porto, dadas as suas características atlânticas e de se encontrar próximo de zona de grande abundância piscatórias apresenta uma elevada biodiversidade. Tem uma fauna característica em que predomina uma grande variedade de crustáceos. A flora dominante é a Stypopodium zonale. O número de espécies identificadas eleva-se a 62, sendo de 9.2 o Índice de Margalef.

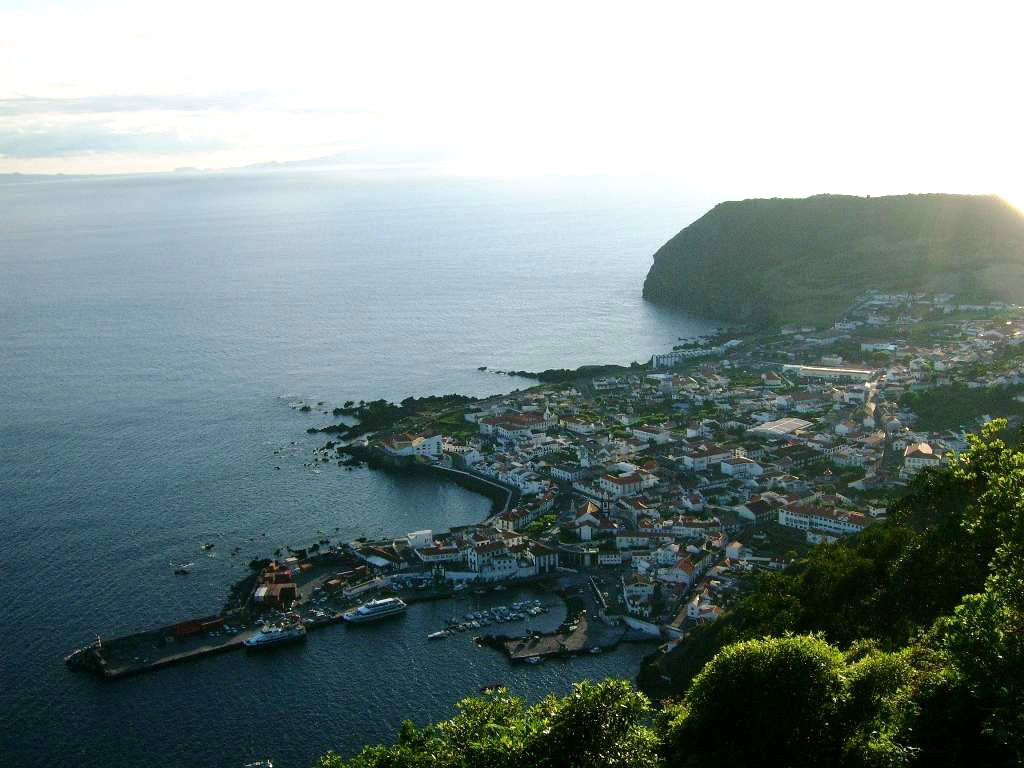
Velas, ao por-do-sol, ilha de São Jorge, Açores, Portugal.

Junto às falésias próximas e que dão protecção a este porto existem óptimos locais de mergulho sendo no entanto de tomar todos os cuidados inerentes a ser este lugar ter uma elevada frequência de embarcações, tanto comerciais como as particulares que frequentam a já referida marina.